# Suecia en los Juegos Olímpicos de Pyeongchang 2018
Suecia estuvo representada en los Juegos Olímpicos de Pyeongchang 2018 por un total de 118 deportistas que compitieron en 9 deportes. Responsable del equipo olímpico fue el Comité Olímpico Sueco, así como las federaciones deportivas nacionales de cada deporte con participación.
El portador de la bandera en la ceremonia de apertura fue el jugador de curling Niklas Edin.

## Medallistas
El equipo olímpico sueco obtuvo las siguientes medallas:
| Nombre                                                                      | Deporte        | Competición             |
| --------------------------------------------------------------------------- | -------------- | ----------------------- |
| Oro                                                                         |                |                         |
| Hanna Öberg                                                                 | Biatlón        | Individual 15 km F      |
| Peppe Femling Jesper Nelin Sebastian Samuelsson Fredrik Lindström           | Biatlón        | Relevo M                |
| Anna Hasselborg Sara McManus Agnes Knochenhauer Sofia Mabergs Jennie Wåhlin | Curling        | Equipo F                |
| André Myhrer                                                                | Esquí alpino   | Eslalon M               |
| Frida Hansdotter                                                            | Esquí alpino   | Eslalon F               |
| Stina Nilsson                                                               | Esquí de fondo | Velocidad ind. F        |
| Charlotte Kalla                                                             | Esquí de fondo | 15 km F                 |
| Plata                                                                       |                |                         |
| Sebastian Samuelsson                                                        | Biatlón        | Persecución M           |
| Linn Persson Mona Brorsson Anna Magnusson Hanna Öberg                       | Biatlón        | Relevos 4 × 6 km F      |
| Niklas Edin Oskar Eriksson Rasmus Wranå Christoffer Sundgren Henrik Leek    | Curling        | Equipo M                |
| Charlotte Kalla Stina Nilsson                                               | Esquí de fondo | Velocidad por equipos F |
| Charlotte Kalla                                                             | Esquí de fondo | 10 km F                 |
| Anna Haag Charlotte Kalla Ebba Andersson Stina Nilsson                      | Esquí de fondo | Relevo F                |
| Bronce                                                                      |                |                         |
| Stina Nilsson                                                               | Esquí de fondo | 30 km F                 |